# 讷梅

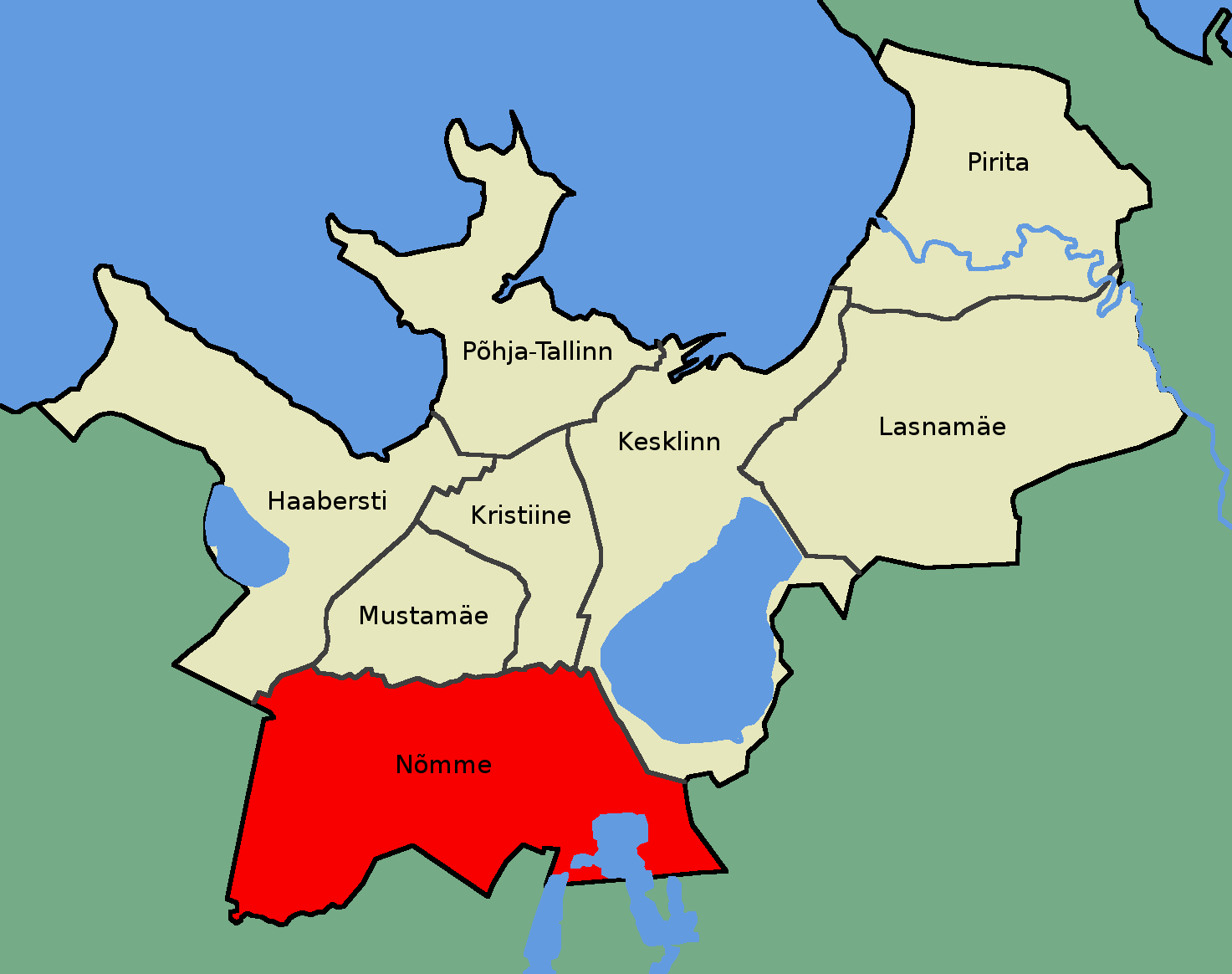
讷梅区在塔林的位置（红色部分）

讷梅是愛沙尼亞首都塔林下轄的八個市區之一。讷梅下分為8個分區。愛沙尼亞人是這裡的最大民族。2014年11月，讷梅區有人口39,564人。

## 外部連結
- 官方网站